# Liste der Stolpersteine in Marl
In der Liste der Stolpersteine in Marl werden die vorhandenen Gedenksteine aufgeführt, die im Rahmen des Projektes Stolpersteine des Künstlers Gunter Demnig bisher in der Stadt Marl im Kreis Recklinghausen verlegt worden sind.
Am 1. Juli 2004 wurden an vier Stellen sieben Stolpersteine verlegt.

## Verlegte Stolpersteine
| Stolperstein | Inschrift | Standort                      | Verlegedatum | Name, Leben       |
| --- | --- | ----------------------------- | ------------ | ----------------- |
| Bild gesucht Die Wikipedia wünscht sich an dieser Stelle ein Bild vom Ort mit diesen Koordinaten 51.65612 7.08637 . Motiv: Stolperstein Hermann Sternheim und die Gruppe der Steine Falls du dabei helfen möchtest, erklärt die Anleitung , wie das geht. BW | Hier wohnte Hermann Sternheim Jg. 1866 deportiert 1942 ermordet in Riga                                              | Brassertstraße 66 (Standort)  | 1. Juli 2004 | Hermann Sternheim |
| Bild gesucht Die Wikipedia wünscht sich an dieser Stelle ein Bild vom Ort mit diesen Koordinaten 51.65612 7.08637 . Motiv: Stolperstein Bertha Sternheim Falls du dabei helfen möchtest, erklärt die Anleitung , wie das geht. BW                            | Hier wohnte Bertha Sternheim geb. Friedlich Jg. 1880 deportiert 1942 ermordet in Riga                                | Brassertstraße 66 (Standort)  | 1. Juli 2004 | Bertha Sternheim  |
| | Hier wohnte Bertha Rosenbach Jg. 1873 deportiert 1942 ermordet in Riga                                               | Brassertstraße 101 (Standort) | 1. Juli 2004 | Bertha Rosenbach  |
| Bild gesucht Die Wikipedia wünscht sich an dieser Stelle ein Bild vom Ort mit diesen Koordinaten 51.66405 7.09396 . Motiv: Stolperstein August Wysa Falls du dabei helfen möchtest, erklärt die Anleitung , wie das geht. BW                                 | Hier wohnte August Wysa Jg. 1899 yerhaftet 1936 Wewelsburg Buchenwald Sachsenhausen Ravensbrück tot in Bergen-Belsen | Mittelstr. 3a (Standort)      | 1. Juli 2004 | August Wysa       |
| Bild gesucht Die Wikipedia wünscht sich an dieser Stelle ein Bild vom Ort mit diesen Koordinaten 51.66318 7.0958 . Motiv: Stolperstein Auguste Mielke Falls du dabei helfen möchtest, erklärt die Anleitung , wie das geht. BW                               | Hier wohnte Auguste Mielke geb. Knorr Jg. 1890 verhaftet 1936 KZ Moringen KZ Lichtenburg ermordet 1942               | Im Beisen 57d (Standort)      | 1. Juli 2004 | Auguste Mielke    |
| Bild gesucht Die Wikipedia wünscht sich an dieser Stelle ein Bild vom Ort mit diesen Koordinaten 51.66422 7.13009 . Motiv: Stolperstein Rudolf Boldes und die Gruppe der Steine Falls du dabei helfen möchtest, erklärt die Anleitung , wie das geht. BW     | Hier wohnte Rudolf Boldes Jg. 1884 deportiert 1942 ermordet im KZ                                                    | Hülsstr. 12 / 12a (Standort)  | 1. Juli 2004 | Rudolf Boldes     |
| Bild gesucht Die Wikipedia wünscht sich an dieser Stelle ein Bild vom Ort mit diesen Koordinaten 51.66422 7.13009 . Motiv: Stolperstein Paula Boldes Falls du dabei helfen möchtest, erklärt die Anleitung , wie das geht. BW                                | Hier wohnte Paula Boldes geb. Neugarten Jg. 1887 deportiert 1942 ermordet im KZ                                      | Hülsstr. 12 / 12a (Standort)  | 1. Juli 2004 | Paula Boldes      |